# Троковицька сільська рада
Троковицька сільська рада — колишня адміністративно-територіальна одиниця та орган місцевого самоврядування у Левківському і Черняхівському районах Волинської округи, Київської й Житомирської областей Української РСР та України з адміністративним центром у с. Троковичі.

## Населені пункти
Сільській раді були підпорядковані населені пункти:
- с. Троковичі
- с. Некраші

## Населення
Кількість населення ради станом на 1923 рік становила 3 440 осіб, кількість дворів — 704.
Відповідно до результатів перепису населення СРСР, кількість населення ради станом на 12 січня 1989 року становила 2 750 осіб.
Станом на 5 грудня 2001 року, відповідно до перепису населення України, кількість мешканців сільської ради становила 2 419 осіб.

## Склад ради
Рада складалася з 14 депутатів та голови.

### Керівний склад сільської ради
| ПІБ                             | Основні відомості                                                 | Дата обрання | Дата звільнення |
| ------------------------------- | ----------------------------------------------------------------- | ------------ | --------------- |
| Легенчук Григорій Олександрович | Сільський голова, 1955 року народження, освіта, безпартійний      | 26.03.2006   | 31.10.2010      |
| Сич Михайло Леонідович          | Сільський голова, 1976 року народження, освіта вища, безпартійний | 31.10.2010   |                 |

Примітка: таблиця складена за даними джерела

## Історія
Створена 1923 року в складі сіл Некраші та Троковичі Черняхівської волості Житомирського повіту Волинської губернії. 3 листопада 1923 року, відповідно до рішення Волинської ГАТК (протокол № 5 «Про зміни в межах округів, районів і сільрад»), в с. Некраші створено окрему Некрашівську сільську раду Левківського району.
Станом на 1 вересня 1946 року сільська рада входила до складу Черняхівського району Житомирської області, на обліку в раді перебувало с. Троковичі.
11 серпня 1954 року, відповідно до указу Президії Верховної ради Української РСР «Про укрупнення сільських рад по Житомирській області», підпорядковано с. Некраші ліквідованої Некрашівської сільської ради Черняхівського району.
На 1 січня 1972 року сільська рада входила до складу Черняхівського району Житомирської області, на обліку в раді перебували села Некраші та Троковичі.
14 липня 2017 року територію та населені пункти ради включено до складу Оліївської сільської територіальної громади Житомирського району Житомирської області.
Входила до складу Левківського (7.03.1923 р.) та Черняхівського (21.08.1924 р.) районів.